# Лисбон (Северна Дакота)
Лисбон (енгл. Lisbon) град је у америчкој савезној држави Северна Дакота.

## Демографија
По попису из 2010. године број становника је 2.154, што је 138 (-6,0%) становника мање него 2000. године.
| Група             | 2000.         | 2010.         |
| Белци             | 2.253 (98,3%) | 2.071 (96,1%) |
| Афроамериканци    | 1 (0,0%)      | 10 (0,5%)     |
| Азијати           | 6 (0,3%)      | 13 (0,6%)     |
| Хиспаноамериканци | 10 (0,4%)     | 28 (1,3%)     |
| Укупно            | 2.292         | 2.154         |